# Segunda República Federal (México)
La Segunda República Federal es el nombre con el que se le conoce al segundo intento federalista en la historia de México. Oficialmente llamada Estados Unidos Mexicanos (hasta 1857, cuando pasa a llamarse República Mexicana), la república federal fue restaurada el 22 de agosto de 1846, cuando el presidente interino José Mariano Salas, expidió el decreto que restauraba la Constitución de 1824.
En este periodo, la república atravesó nuevamente un lapso caótico, marcado por una grave inestabilidad política que provocó varios conflictos internos como la guerra de Reforma. Otros hechos históricos relevantes durante este periodo fueron la dictadura de Santa Anna, la Venta de La Mesilla y la promulgación de la Constitución de 1857.
Durante este periodo hubo dos conflictos internacionales; la conclusión de la invasión estadounidense, donde México se vio forzado a perder más de la mitad de su territorio a favor de los Estados Unidos y la invasión de Francia.
La República Federal duró casi diecisiete años, fue gobernada por 14 presidentes de los cuales sólo José Joaquín de Herrera concluyó su mandato constitucional. La República fue disuelta el 10 de julio de 1863 con el decreto de cambio de modelo de gobierno a una monarquía hereditaria, lo cual dio inicio al Segundo Imperio Mexicano gobernado por Maximiliano I.
Junto con el Imperio Mexicano, la Primera República Federal y la República Centralista, este período forma parte del llamado México Independiente, una etapa en la que México padeció gran inestabilidad política en el que se definió el régimen político que debía adoptar el nuevo Estado.

## Historia
El himno mexicano fue interpretado musicalmente por primera vez el 15 de septiembre de 1854 y el 16 de septiembre el presidente pudo disfrutarlo, junto con grandes personalidades de al vida política del país, en el teatro "Santa Anna", cuyas instalaciones ya no existen.

### Instauración
En medio de la invasión por parte de Estados Unidos, Mariano Paredes y Arrillaga da un golpe de Estado contra el gobierno del presidente interino José Joaquín de Herrera. Poco después el Congreso lo nombró presidente interino y como Vicepresidente a Nicolás Bravo.
El 28 de julio de 1846, Mariano Paredes dejó la presidencia para comandar el ejército en el combate contra los estadounidenses y el vicepresidente Nicolás Bravo asumió el cargo. El 4 de agosto, triunfó el levantamiento federalista encabezado por José Mariano Salas y Valentín Gómez Farías, lo que provoca la renuncia de Nicolás Bravo. José Mariano Salas asume la presidencia como presidente provisional el 6 de agosto y el 22 de agosto decreto vigente nuevamente la Constitución de 1824 y convocó a elecciones.
Con la entrada en vigor de la Constitución de 1824 se dio fin al centralismo y se restableció el sistema federal.

### Conclusión de la Guerra contra Estados Unidos

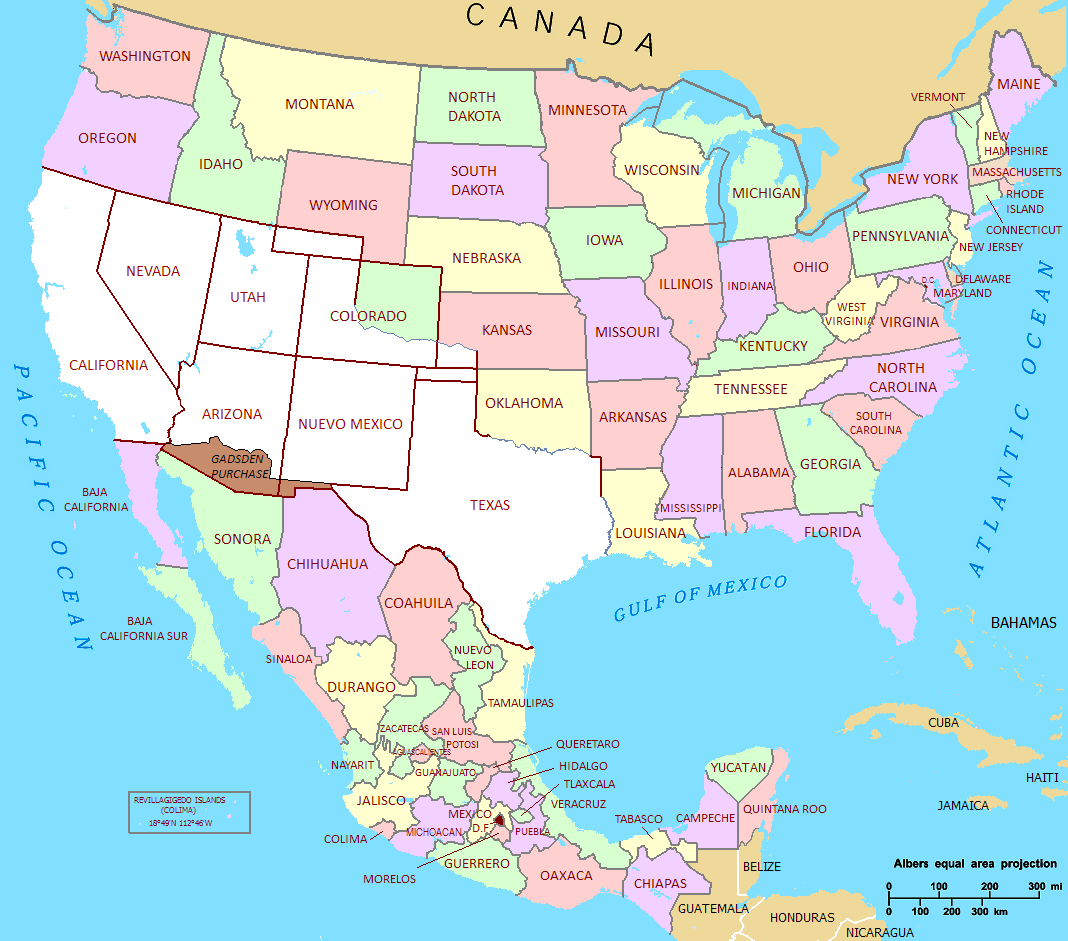
Cesión Mexicana.

La guerra entre México y Estados Unidos inicio oficialmente el 13 de mayo de 1846 cuando el Congreso de Estados Unidos declaró la guerra a México; sin embargo, hubo batallas antes de esa fecha. México por su parte le declaró la guerra a Estados Unidos el 23 de mayo del mismo año.
Después de las declaraciones de guerra, las fuerzas estadounidenses invadieron territorio mexicano en Tamaulipas, Nuevo León, Coahuila y Alta California. Por otra parte, se bloquearon los puertos de Tampico, Carmen, Guaymas, Mazatlán y San Blas, entre otros y se ocuparon Santa Fe, San Diego y Los Ángeles.
La fuerza principal guiada por Zachary Taylor continuó a través del río Bravo hacia México, derrotando a las fuerzas de Pedro Ampudia en la batalla de Monterrey.
El Congreso declaró el 24 de diciembre del mismo año presidente interino a Santa Anna y a Valentín Gómez Farías como vicepresidente. Gómez Farías, asumió la presidencia en ausencia de Santa Anna, que se encontraba combatiendo a los estadounidenses.
Después de las batallas de la Angostura, Padierna, Churubusco y Molino del Rey; el castillo de Chapultepec cayó en una defensa en la que intervinieron los jóvenes cadetes conocidos como Niños Héroes. Durante el asalto al castillo cayeron prisioneros los generales Mariano Monterde (Director del Colegio Militar de México) y Nicolás Bravo.
La caída de Chapultepec tuvo dos consecuencias inmediatas: la ocupación estadounidense de la Ciudad de México y la renuncia de Santa Anna a la presidencia del país el 16 de septiembre de 1847.
Tras la renuncia de Santa Anna y según la ley del aquel momento, Manuel de la Peña y Peña, Presidente de la Suprema Corte quedaba en el cargo. El 26 de septiembre estableció la sede del poder federal en Toluca y poco después en Querétaro, donde convocó al Congreso. El 11 de noviembre, De la Peña dejó el cargo para servir como Canciller y negociar la Paz con los Estados Unidos; el Congreso designó como presidente sustituto al general Pedro María Anaya.
Anaya negándose a satisfacer las demandas territoriales reclamadas por los Estados Unidos, renuncia a la presidencia el 8 de enero de 1848. Manuel de la Peña y Peña es nombrado nuevamente presidente provisional, y se dedica a negociar la paz. El 2 de febrero, se firma el Tratado de Guadalupe Hidalgo donde México cedió 2,400,000 km² de su territorio, aunque en las negociaciones, De la Peña logró salvar para México la Península de Baja California, su unión por tierra con Sonora y la soberanía sobre el Istmo de Tehuantepec.
Frente a la crítica por la firma de los Tratados, De la Peña escribió:

El que quiera calificar de deshonroso el Tratado de Guadalupe por la extensión del territorio cedido, no resolverá nunca cómo podrá terminarse una guerra desgraciada...Los territorios que se han cedido por el Tratado no se pierden por la suma de quince millones de pesos, sino por recobrar nuestros puertos, por la cesación definitiva de toda clase de males, de todo género de horrores, por consolar a multitud de familias...

### 1848 - 1853

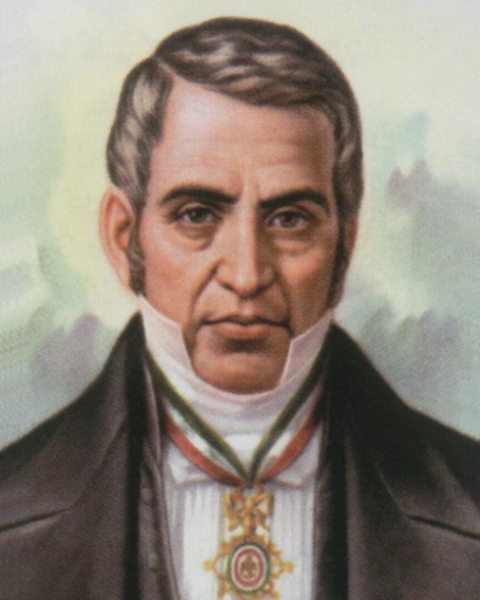
Manuel de la Peña y Peña.

Manuel de la Peña y Peña convocó a elecciones en las que el Congreso eligió a José Joaquín de Herrera, quien asumió como presidente constitucional el 3 de junio de 1848.
De Herrera utilizó el dinero de la indemnización por daños de guerra estipulada en el Tratado de Guadalupe Hidalgo para pagar la deuda extranjera, pacificar el país, y pagar sueldos. También logró la re anexión de Yucatán que se encontraba en una situación precaria provocada por la Guerra de Castas; situación que llevó al gobierno de la República de Yucatán a ofrecer la soberanía de la península a los Estados Unidos. También envió al Congreso la solicitud para la creación del Estado de Guerrero, y concesiono la construcción de la vía ferroviaria Ciudad de México-Veracruz, la primera en todo el país, y otra para una línea telegráfica entre la Ciudad de México y Puebla.
Mariano Arista resultó elegido en las reñidas elecciones de 1850, en las que contendieron los expresidentes Manuel Gómez Pedraza, Nicolás Bravo y el general Juan Nepomuceno Almonte. De Herrera fue el segundo presidente de México en concluir su mandato constitucional, siendo el primero Guadalupe Victoria y entregó el poder de manera pacífica y constitucional a Mariano Arista el 5 de enero de 1851.
Arista intento sin éxito, superar la bancarrota y fomentar la minería, la agricultura y la industria casi inexistentes. Enfrentó reclamaciones inglesas y estadounidenses sobre bonos y permisos de construcción y tuvo que vencer varias sublevaciones contra su gobierno. No obstante, comunicó mediante el telégrafo la capital con el puerto de Veracruz y concesionó esa misma ruta a una empresa ferrocarrilera. La terrible situación financiera desencadenó una revuelta que pretendía elevar nuevamente al poder a Santa Anna. Ante la imposibilidad de hacerle frente debido a la escasez de recursos y la negativa del Congreso de otórgale facultades extraordinarias para gobernar, Arista renunció a la presidencia el 5 de enero de 1853.
Arista pidió al Congreso en su carta de renuncia que Juan Bautista Ceballos, Presidente de la Suprema Corte, se encargara del gobierno mientras se organizaban elecciones. El Congreso después de una rápida votación nombró a Ceballos presidente interino. Ceballos decretó la disolución de ambas cámaras del Congreso, desde donde se conspiraba para el regreso de Santa Anna. Los integrantes del Congreso instigaron a la guarnición de la Ciudad de México para que se sublevara en apoyo del retorno de Santa Anna y ante las revueltas, Ceballos renunció a la presidencia el 7 de febrero.
Un grupo de militares nombró como presidente interino a Manuel María Lombardini, quien dedicó su tiempo en el cargo a organizar el regreso de Santa Anna, organizó una farsa electoral y el 17 de marzo expidió el decreto en que se declaraba Presidente a Santa Anna. Antes de dejar la presidencia emitió un decreto en el que declaraba a Santa Anna "Capitán general de mar y tierra, con facultades omnímodas". Lombardini dejó la presidencia el 20 de abril y ese mismo día inició la dictadura de Santa Anna.

### La dictadura de Santa Anna
Antonio López de Santa Anna asumió nuevamente la presidencia el 20 de abril de 1853, a los 59 años. Dos días después haciendo uso de sus facultades extraordinarias decreto las Bases para la Administración de la República, que constituyeron un documento excepcional en la historia de México, pues eliminaba todo instrumento de control sobre el ejecutivo.

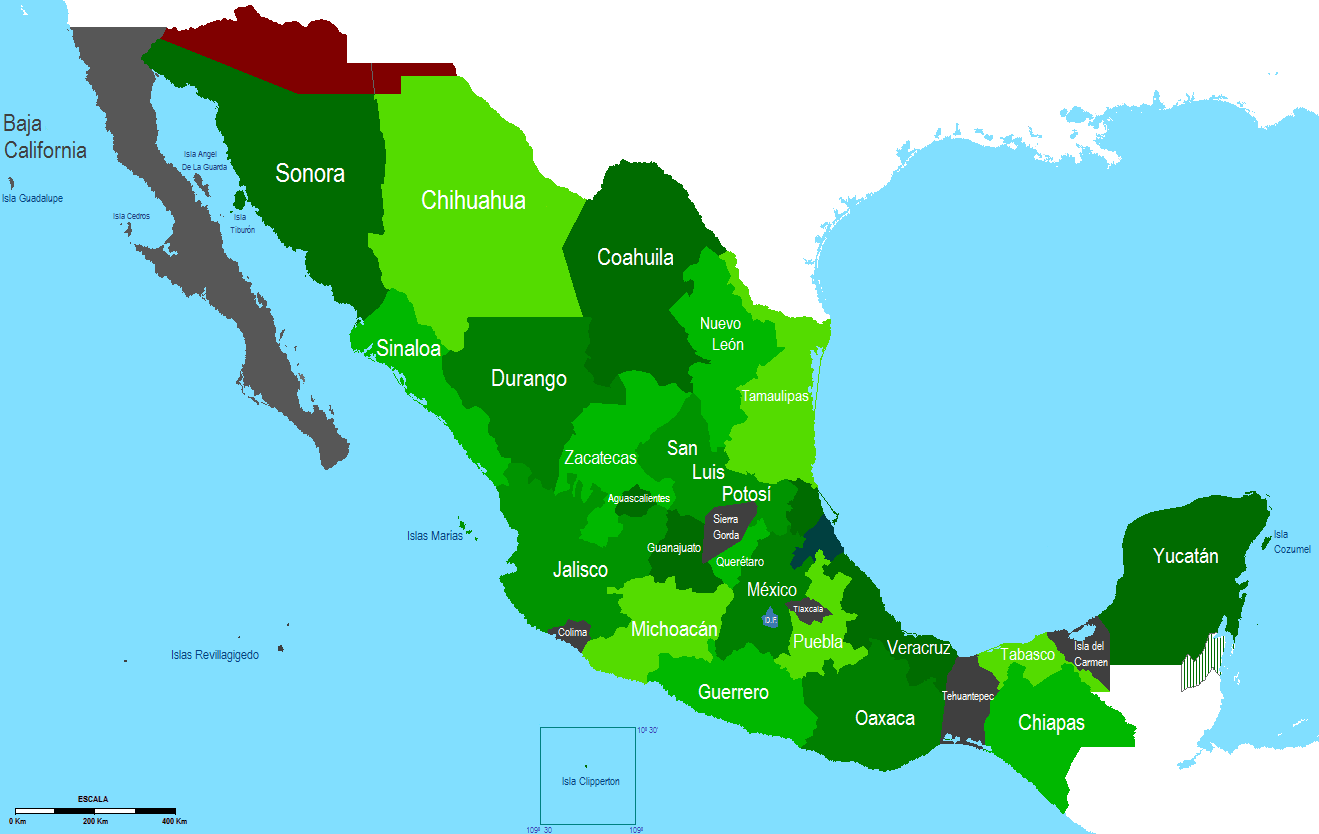
Mapa de México bajo las Bases para la Administración de la República.

Las Bases ponían en "receso" las legislaturas de los estados y territorios, lo cual eliminaba su independencia y soberanía nuevamente. Finalmente el 21 de septiembre se decretó que los estados serían denominados nuevamente Departamentos. Luego vinieron una serie de cambios territoriales con la erección de los siguientes territorios:

- Decreto del 29 de mayo de 1853. Erigió el Territorio de Tehuantepec, con capital en la ciudad de Minatitlán.
- Decreto del 16 de octubre de 1853. Estableció el Territorio de la Isla del Carmen.
- Decreto del 1 de diciembre de 1853. Creó el Territorio de Sierra Gorda, con capital en la Villa de San Luis de la Paz y se agregó el Distrito de Tuxpan al Departamento de Veracruz.
- Decreto del 10 de diciembre de 1853. Instituyó en departamento al Distrito de Aguascalientes.
- Decreto del 16 de febrero de 1854. Declaró la comprensión del Distrito de México, refrendándose el Distrito Federal.

Durante 1853, Santa Anna expidió varios decretos entre los que arreglaba el uso de la imprenta, reordenaba la hacienda pública, leyes de expropiación, leyes para corregir la vagancia y el decreto para el restablecimiento de la Compañía de Jesús y la devolución de sus antiguos bienes en poder del gobierno, con algunas excepciones como el Colegio de San Ildefonso y los dedicados al servicio militar.
El 16 de diciembre expidió uno de los más controvertidos decretos de su dictadura. Decretó que por voluntad de la nación continuará con las "facultades extraordinarias" por el tiempo que fuera necesario y desde ese día el trato hacia su figura sería el de "Su Alteza Serenísima".
El 30 de diciembre, Santa Anna firmó el Tratado de la Mesilla por el cual vendió 76.845 km² de los estados de Sonora y Chihuahua a los Estados Unidos en los que sólo le pagaron 10 millones de pesos de los 20 millones acodados.
El 9 de enero de 1854, decreto impuestos sobre puertas y ventanas y el 23 de febrero decreto impuestos sobre las luces exteriores de las casas.
Debido a esta serie de decretos y la venta del territorio nacional, el 1 de marzo, el general Florencio Villareal proclamó el Plan de Ayutla, lo marcó el inicio de la Revolución de Ayutla.

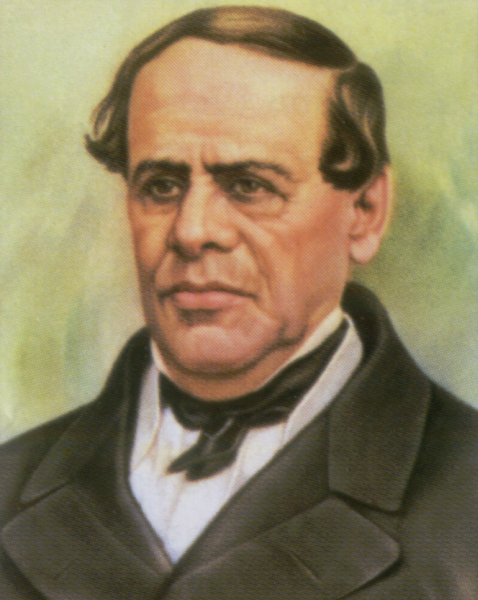
Antonio López de Santa Anna.

Santa Anna preocupado por la revuelta emitió una nueva serie de decretos entre los que destacaron excepciones a la contribución sobre puertas, ventanas y luces, prohibió la introducción a la República, de impresos que ataquen o censuren las providencias del gobierno y decretó la pena de muerte para quienes poseyeran un ejemplar del Plan de Ayutla y no lo quisieran entregar a las tropas del gobierno. Posteriormente organizó un ejército de seis mil hombres por medio de "leva", el cual personalmente encabezó.
Al enfrentarse en Guerrero contra el ejército de Ignacio Comonfort, el ejército de Santa Anna se vio severamente disminuido, en gran parte por la deserción de los "soldados", que eran civiles comunes obligados a luchar. Santa Anna decidió regresar a la Ciudad de México y en su camino de regreso quemó varias poblaciones que habían apoyado el Plan de Ayutla.
En 1853 convocó a un concurso para escribir la letra del «Himno a la Patria», el 15 de septiembre de 1854, en medio de la Revolución de Ayutla, es presentado en el Gran Teatro Nacional (llamado en aquella época el Gran Teatro de Santa Anna), el Himno Nacional Mexicano.
En 1855, a pesar de la represión y el terrorismo de Estado aplicado contra civiles a los que él consideraba sospechosos, la Revolución de Ayutla fue tomando fuerza con la adhesión uno a uno de los estados de la República. El 12 de agosto, Santa Anna renunció a la presidencia y huyó a Colombia.
Santa Anna intento varias veces sin éxito regresar a la vida política de México. Ofreció sus servicios militares a Benito Juárez, a los franceses durante la guerra con Francia y luego Maximiliano I, pero todos lo rechazaron. Trato de regresar a México durante el Segundo Imperio pero fue detenido en Veracruz y expulsado del país. Vivió un tiempo en Saint Thomas y nuevamente intentó regresar a México luego del triunfo de la República, pero Juárez le prohibió desembarcar so pena de muerte, por lo que optó por entrar a territorio nacional por Yucatán, en donde fue aprehendido el 30 de julio de 1867.
A pesar de que los cargos comprobados en su contra merecían la pena de muerte, el Consejo de Guerra que lo juzgó en el Castillo de San Juan de Ulúa, sólo lo condenó a ocho años de exilio. Los jueces que lo sentenciaron, pasaron seis meses en esa misma prisión por ese motivo. Santa Anna vivió en Saint Thomas, en Puerto Plata, República Dominicana, y Nasáu. Antes de cumplir su condena de exilio regresó a México por una amnistía otorgada por el presidente Sebastián Lerdo de Tejada en 1873, quien jamás lo recibió a pesar de que Santa Anna le solicitó audiencia en diversas ocasiones. Murió en la Ciudad de México el 21 de junio de 1876.

### La Constitución de 1857

#### Antecedentes
Después de la caída de Santa Anna, Martín Carrera fue designado presidente interino por la guarnición militar de la Ciudad de México el 15 de agosto de 1855. Carrera renunció al cargo y Rómulo Díaz de la Vega, comandante militar de la capital, asumió como presidente de facto el 12 de septiembre. El 4 de octubre, los liberales del Plan de Ayutla nombraron presidente interino a Juan N. Álvarez.
El acto más importante del gobierno del general Álvarez fue la convocación de un Congreso Constituyente para redactar una nueva Constitución que reemplazaría la muy mancillada y desgastada Constitución de 1824.
El Congreso Constituyente de 1856 inicio sesiones el 18 de febrero de 1856 en medio de una insurrección clerical con el discurso del presidente sustituto Ignacio Comonfort, quien había sustituido a Álvarez el 11 de diciembre de 1855. Entre los temas más discutidos estuvieron: la atribución de cada uno de los poderes, la división del territorio nacional, las garantías individuales y la libertad de culto.
Entre los diputados electos del Constituyente se desarrollaron dos tendencias ideológicas; los liberales y los conservadores. Entre los liberales se encontraban figuras como el expresidente Valentín Gómez Farías, Santos Degollado y Melchor Ocampo. Entre los conservadores destacaron Antonio Aguado, Mariano Arizcorreta y el Gobernador de Durango Marcelino Castañeda.

#### Contenido

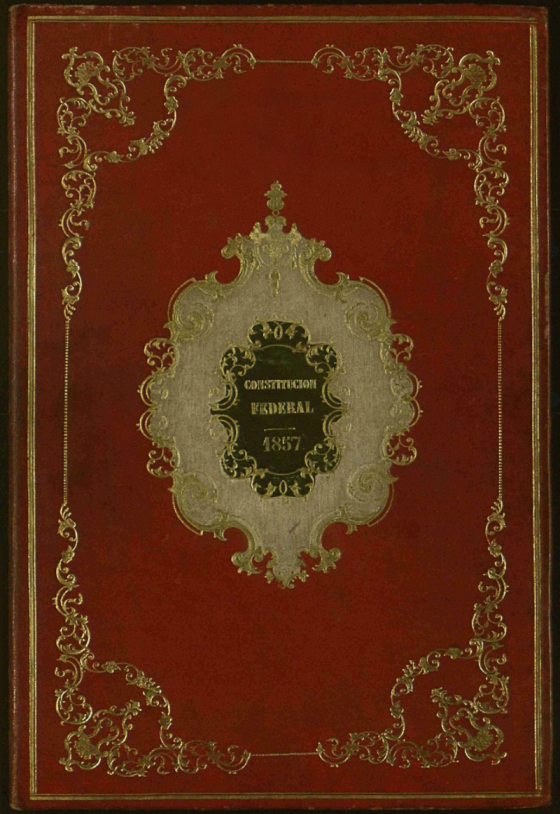
Portada original de la Constitución de 1857.

El 5 de febrero de 1857 se promulgó la Constitución Federal de los Estados Unidos Mexicanos. Fue jurada por el presidente interino Ignacio Comonfort y el envejecido presidente del Congreso y expresidente de México Valentín Gómez Farías el mismo día.
La Constitución estaba conformada por 8 títulos y 128 artículos, conservó el sistema federal y la república representativa, la cual constaba de veintitrés estados, un territorio y el distrito federal. Los artículos más relevantes consistían en:

- 2. Prohibición de la esclavitud[n. 3][59]
- 3. Enseñanza libre (ninguna limitación en favor del dogma).
- 5. Libertad de vocación, prohibición de contratos con pérdida de libertad por causa de trabajo, educación o voto religioso.
- 7. Libertad de expresión.
- 10. Libertad de portar armas.
- 13. Prohibición de fueros a personas o instituciones, supresión de tribunales especiales (Ley Juárez).
- 12. No se reconocen títulos nobiliarios.
- 22. Prohibición de penas por mutilación, azotes, y tormento de cualquier especie.
- 23. Abolición de pena de muerte, reservada sólo a casos de excepcionales.
- 27. Ninguna corporación civil o eclesiástica podrá adquirir o administrar bienes raíces, a excepción de los edificios al servicio u objeto de la institución (Ley Lerdo).
- 30. Definición de nacionalidad mexicana.
- 31. Obligaciones de los mexicanos.
- 39. La soberanía de la nación dimana del pueblo.
- 50. División de poderes: Ejecutivo, Legislativo y Judicial.
- 51. El Legislativo se depositara en una asamblea unicameral denominada Congreso de la Unión. (se suprimió el Senado)
- 124. Prohibición de alcabalas y aduanas internas entre los estados.

Además, incluía un capítulo dedicado a las garantías individuales, y un novedoso procedimiento judicial para proteger ese derecho conocido como amparo.

#### Consecuencias
La Constitución de 1857 significó un parte aguas en la historia de México. Sostenía el principio básico del liberalismo político: igualdad ante la ley, acabó de con los fueros y los privilegios del ejército y la iglesia. Reivindicaba las garantías individuales y los derechos políticos.
Los constituyentes no pudieron establecer el principio de libertad de cultos, por la presión de los conservadores. Aun así, la iglesia se opuso terminantemente a la Constitución y amenazó con excomulgar a todos aquellos funcionarios públicos que la juraran.
Este ambiento de descontento llevó a los liberales y conservadores a una guerra civil conocida como la guerra de Reforma.

### La guerra de Reforma

#### Antecedentes

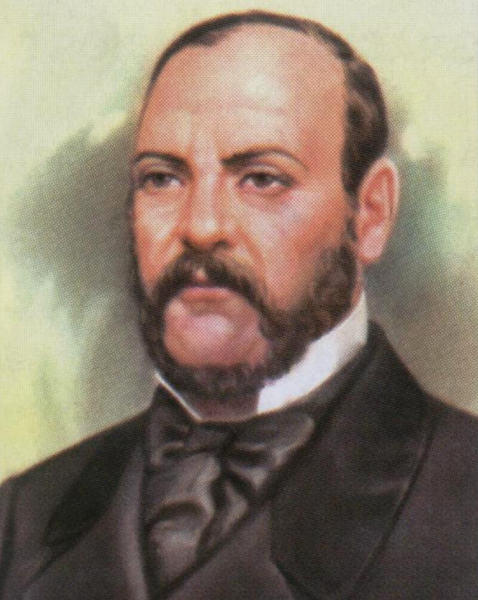
Ignacio Comonfort.

El 23 de noviembre de 1855 el presidente Juan N. Álvarez decreto la Ley de Administración de Justicia y Orgánica de los Tribunales de la Federación, conocida como la Ley Juárez. Esta ley suprimió los fueros eclesiásticos y del ejército y declaraba a todos los ciudadanos iguales ante la ley. La Iglesia católica protestó casi inmediatamente contra la ley, argumentando que "atentaba directamente contra los derechos de la iglesia". Varios arzobispos declararon que no acatarían la Ley Juárez y no renunciarían al fuero sin el consentimiento del Papa; exigieron que la ley fuera revisada por la Santa Sede. Los descontentos hacia esta ley provocaron varios levantamientos populares como el Plan de Sierra Gorda que entre otras cosas buscaba la creación del “Estado de Iturbide” y el Plan de Zacapoaxtla que desconocía al gobierno.
Comonfort decreto el 27 de enero de 1856, la Ley Orgánica del Registro Civil por la cual el gobierno se encargaría de los nacimientos, defunciones y matrimonios; y el 23 de junio decreto la Ley de desamortización de fincas rústicas y urbanas propiedad de corporaciones civiles y eclesiásticas, conocida como la Ley Lerdo. Esta ley obligaba a las corporaciones civiles y eclesiásticas a vender casas y terrenos, además prohibía a la iglesia comprar bienes inmuebles con excepción de aquellos que sean estrictamente necesarios para el culto. La Iglesia católica agudizó las protestas en contra de ambas leyes y comenzó a incitar a la población a la desobediencia civil.
La promulgación de la Constitución de 1857 claramente liberal, dividió aún más a la sociedad mexicana en dos grupos:
- Los liberales, conocidos como los puros o rojos, estaban mayoritariamente compuestos por antiguos insurgentes, terratenientes, comerciantes criollos y artesanos. Buscaban el establecimiento de un régimen de libertades e igualdad entre ciudadanos.

- Los conservadores, conocidos como los mochos estaban conformados por altos funcionarios civiles y militares, abogados, españoles y la mayor parte del clero. Buscaban conservar las instituciones sociales y políticas heredadas de la época colonial.

El 11 de abril, Comonfort decretó la Ley sobre derechos y obvenciones parroquiales, conocida como la Ley Iglesias. Esta ley prohibió el cobro de derechos y obvenciones parroquiales y el pago del diezmo. Esta fue la última de las tres originales Leyes de Reforma, que atentaron directa y principalmente los privilegios de la Iglesia católica.
El 16 de septiembre de 1857 entró en vigor la nueva Constitución. El poder legislativo se integró el 8 de octubre, el poder ejecutivo encabezado por Ignacio Comonfort como presidente constitucional y el judicial encabezado por Benito Juárez como presidente de la Suprema Corte, iniciaron el 1 de diciembre.

#### Plan de Tacubaya
La nueva Constitución fue rechazada por la mayoría de la sociedad, que contaba con el apoyo del clero y el ejército. Comonfort consiente de las limitaciones que el nuevo régimen imponía, propuso algunas reformas para fortalecer el gobierno y atenuar las medidas "radicales", pero el Congreso las rechazo.
Ante la delicada situación en la que se encontraba el país, Félix Zuloaga y otros generales convencieron a Comonfort para que desconociera la Constitución y convocara a otro Congreso para que redactara una nueva más acorde a los usos y costumbres de la nación. Zuloaga proclamó el 17 de diciembre del mismo año el Plan de Tacubaya. Comonfort se adhirió al Plan de Tacubaya dando un autogolpe de estado a su gobierno constitucional, lo que dio inicio a la guerra de los Tres Años.

#### El comienzo de la Guerra (1857)

Mapa de México en 1858.
Estados por la Constitución del 57.
Estados por el Plan de Tacubaya.
Territorio neutral.

El Plan de Tacubaya demandaba la derogación de la Constitución de 1857, la permanencia de Ignacio Comonfort en la presidencia con facultades omnímodas y la convocatoria de un Congreso extraordinario, el cual se encargaría de elaborar otra carta constitucional que "garantizara los verdaderos intereses del pueblo".
El 19 de diciembre, Ignacio Comonfort publicó un manifiesto explicando el motivo de su golpe de Estado,
Según la Constitución, el presidente de la Suprema Corte de Justicia, Benito Juárez era el presidente interino constitucional desde el 18 de diciembre. Juárez no asumió la presidencia ese día porque se encontraba preso junto a Isidoro Olvera, presidente del Congreso.
Los estados de la República se dividieron en aquellos que apoyaban al Plan de Tacubaya y los que defendían el orden constitucional.
Los conservadores, por su parte, presionaron a Comonfort para que derogara las reformas liberales, a lo cual él se negó. El 11 de enero de 1858, Comonfort disolvió el Congreso y liberó a Juárez. Luego, trató de buscar una reconciliación con el ala liberal y llevó a cabo enfrentamientos armados contra los conservadores, sin éxito. La brigada de Zuloaga se sublevó y pidió una reforma al Plan de Tacubaya para que se desconozca a Comonfort como presidente. Félix Zuloaga es nombrado presidente ese mismo día y Comonfort, diez días después se declaró derrotado y salió hacia el destierro.

#### Las Presidencias paralelas

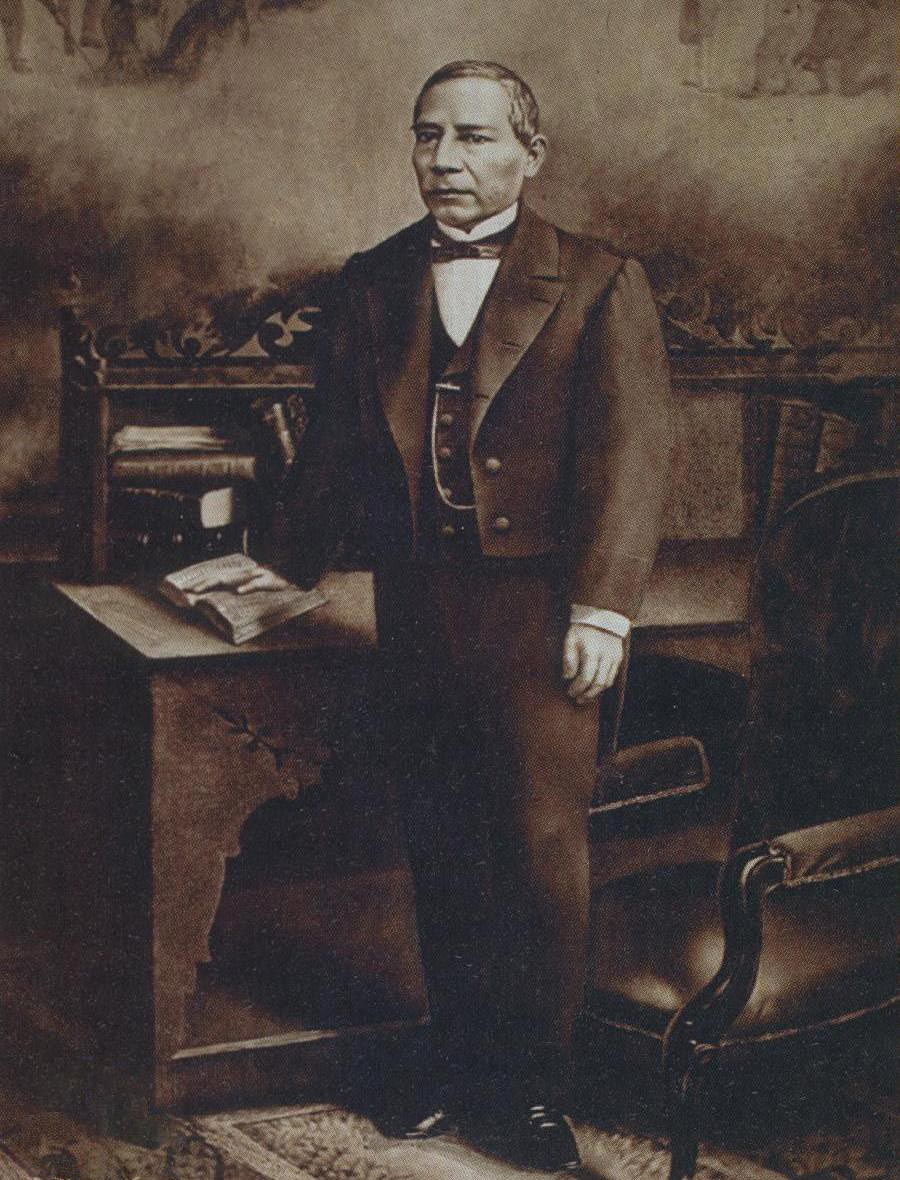
Benito Juárez en Palacio Nacional.

Benito Juárez quien de acuerdo a la Constitución del 57, era presidente interino desde el 18 de diciembre, finalmente restableció el gobierno constitucional en Guanajuato el 19 de enero de 1858. Los estados que apoyaban el régimen constitucional reconocieron a Juárez como presidente legítimo de México.
Félix Zuloaga, declarado presidente por una junta de representantes de los Estados que apoyaban el Plan de Tacubaya, estaba establecido en la Ciudad de México.
El avance de las tropas conservadoras obligaron a Juárez a trasladarse a Guadalajara el 13 de febrero. En Guadalajara fue víctima de un atentado y se trasladó a Colima el 20 de marzo. Como Juárez necesitaba un lugar controlado por liberales y recursos para sostener su gobierno, se embarcó hacia Panamá para trasladarse a Veracruz.
Al principio los conservadores tuvieron la ventaja, porque se encontraban en la Ciudad de México y contaban con el apoyo del clero y el ejército. Los liberales carecían de un ejército profesional y sólo contaba con las milicias de los estados que apoyaban a Juárez.
Estados Unidos propuso a ambos gobiernos, liberal y conservador, la compra de Baja California, lo cual fue rechazado por ambos. Finalmente Estados Unidos reconoció el gobierno de Juárez el 28 de abril de 1859. En julio, Benito Juárez expidió desde Veracruz tres decretos que complementaron las leyes de reforma: Ley de la nacionalización de los bienes eclesiásticos, Ley del matrimonio civil y la Ley orgánica del registro civil. Los liberales convirtieron las leyes en su nueva bandera política y los conservadores acentuaron aún más el carácter religioso de su lucha.
La segunda mitad de 1859 fue igual que el año anterior: los conservadores ganaban batallas y los liberales se recuperaban rápidamente. En el bando conservador, Zuloaga había sido derrocado por Manuel Robles Pezuela mediante el Plan de Navidad; fue restaurado en su cargo en enero de 1859 y relevado nuevamente por Miguel Miramón en febrero del mismo año. Faltos de recursos económicos, los conservadores firmaron en septiembre el Tratado Mon-Almonte, por el cual España reconocía al gobierno conservador como el gobierno legítimo de México.
Los Liberales, aunque recibían recursos de los estados que aplicaban las expropiaciones de la Ley de Nacionalización, firmaron en diciembre el Tratado McLane-Ocampo, por el cual prácticamente convertirían a México en un protectorado o semi-colonia de Estados Unidos por 4 millones de dólares. Juárez recibió 2 millones como adelanto del pago y ayuda militar que consistió en la captura de la escuadrilla marítima de Miramón frente a Veracruz. Finalmente el tratado no fue aprobado por el Senado de los Estados Unidos y Juárez recibió el dinero y la ayuda militar sin dar nada a cambio.

#### Fin de la Guerra (1860)
Finalmente, la guerra civil que había agotado y empobrecido al país comenzó a concluir en 1860. El 4 de diciembre de 1860, Juárez decretó la Ley sobre libertad de cultos, que permitió que cada persona fuera libre de practicar y elegir el culto que desee y prohibió la realización de ceremonias fuera de los templos.
El 6 de noviembre, Juárez convocó a elecciones de diputados y presidente de la república.
Comenzaron las victorias liberales en las batallas de Peñuelas y Silao, los liberales triunfaron decisivamente sobre los conservadores en la Batalla de Calpulalpan el 22 de diciembre, en la cual el ejército conservador fue completamente desintegrado. El ejército liberal hizo su entrada triunfal a la Ciudad de México el 1 de enero de 1861, lo que marco el fin de la Guerra de Reforma.

### La intervención extranjera y el Segundo Imperio

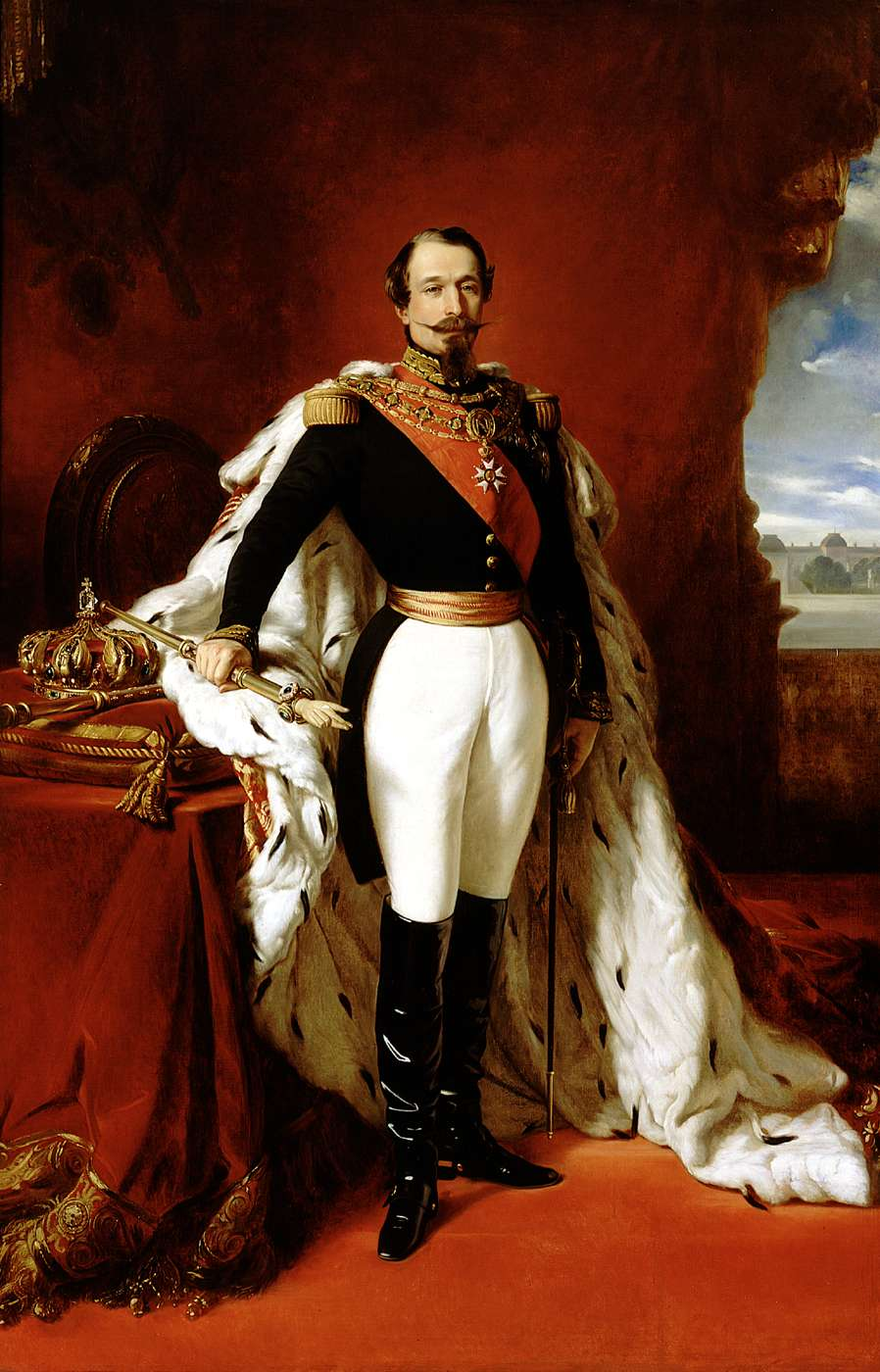
Napoleón III, Emperador de los Franceses.

La guerra civil fue costosa y dejó saldos negativos en todas las áreas del gobierno mexicano, especialmente en la agricultura y el terreno diplomático. Ambos bandos cometieron arbitrariedades afectando intereses de mexicanos y extranjeros, como préstamos forzosos, confiscaciones, asesinatos y endeudamientos con potencias extranjeras. El más importante fue el de Miguel Miramón que firmó un préstamo de 15 millones de pesos de los cuales sólo recibió 750 mil; y este trato sería parte de las reclamaciones como parte de la deuda contraída con Inglaterra.
Cuando Juárez ocupó la Ciudad de México, expulsó a los representantes de España, Guatemala y Ecuador, al nuncio papal, al arzobispo de México y al obispo de Michoacán, por apoyar abiertamente al gobierno conservador.
El fin de la guerra de Reforma no significó el fin de la guerra civil, el diezmado ejército conservador convertido prácticamente en una guerrilla bajo el mando de Leonardo Márquez, asesinaron en junio de 1861 a Melchor Ocampo, Santos Degollado y Leandro Valle.
Juárez triunfo en las elecciones convocadas en noviembre y asumió el cargo de presidente constitucional el 15 de julio de 1861.
La falta de recursos económicos, la situación económica precaria del país, llevaron a Juárez a suspender los pagos de la deuda extranjera por dos años.
Napoleón III convocó a España y Reino Unido a una reunión en Londres para discutir una postura conjunta contra la decisión del gobierno de México. El 31 de octubre de 1861, los tres países firmaron un documento conocido como "La Convención de Londres", por el que decidieron bloquear los puertos mexicanos e intervenir las aduanas para presionar el pago de los adeudos.
Ante la amenaza externa, el Congreso (aunque reacio a hacerlo) otorgó facultades extraordinarias a Juárez el 11 de diciembre. Cuando los barcos extranjeros llegaron a Veracruz, Juárez ordenó no ofrecer resistencia y permitirles desembarcar en el puerto, buscando resolver el conflicto diplomáticamente. El Ministro de Relaciones Manuel Doblado se reunió con los comisionados de las potencias extranjeras. Las reclamaciones españolas e inglesas eran considerablemente "razonables". Ambas naciones firmaron con México los Tratados de la Soledad, por los cuales aceptaron la suspensión temporal de pagos y retiraron sus bloqueos en abril de 1862.

#### La Batalla de Puebla

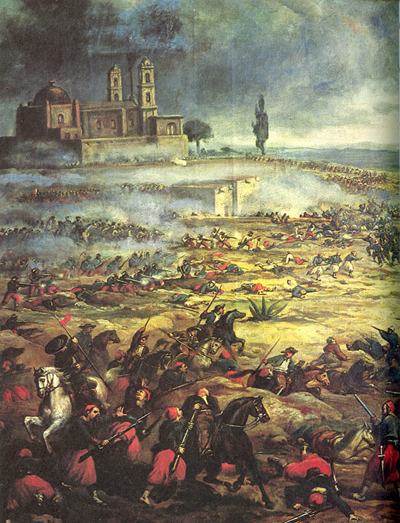
Batalla de Puebla, 5 de mayo de 1862.

Las tropas francesas no aceptaron los Tratados de la Soledad, permanecieron en Orizaba y se decidieron a ocupar el país. Tiempo atrás un grupo de exiliados conservadores de la guerra de Reforma que habían buscado apoyo de Napoleón III emperador de los franceses, quien al mismo tiempo que buscaba implementar un protectorado francés en México para comercializar productos franceses, generar nuevas rutas comerciales y explotar la abundante plata mexicana, buscaba "salvar la raza latina frente al expansionismo anglosajón en América", (palpable años atrás cuando Estados Unidos obligó a México a cederle la mitad de su territorio y luego a venderle La Mesilla). Estados Unidos, en aquel entonces único aliado de México, se encontraba en plena guerra de Secesión y eso le impidió cumplir la Doctrina Monroe, que impedía cualquier intervención europea en América.
Las tropas francesas comenzaron su avance hacia el interior del país y se enfrentaron con soldados mexicanos el 19 de abril de 1862 en la Batalla de Fortín, que al igual que en la Batalla de Las Cumbres, resultaron victorias para el ejército francés. El 4 de mayo, elementos del ejército mexicano se enfrentaron y derrotaron en la Batalla de Atlixco a soldados conservadores comandados por Leonardo Márquez que se dirigían a Puebla para apoyar al ejército francés.
El 5 de mayo el ejército mexicano con 4,500 soldados (entre los que se encontraba Porfirio Díaz), comandado por Ignacio Zaragoza, se enfrentó al ejército francés de 6,500 soldados comandado por Charles de Lorencez. El resultado de la Batalla de Puebla fue la victoria del ejército mexicano; y aunque la derrota de "el mejor ejército del mundo" no fue grave en cuanto al número de bajas, significó un impulso político y moral para los Republicanos Mexicanos, obligó a los franceses a retirarse y esperar refuerzos desde Francia y retraso más de un año la toma de la Ciudad de México.

#### El Gobierno Errante y el fin de la República

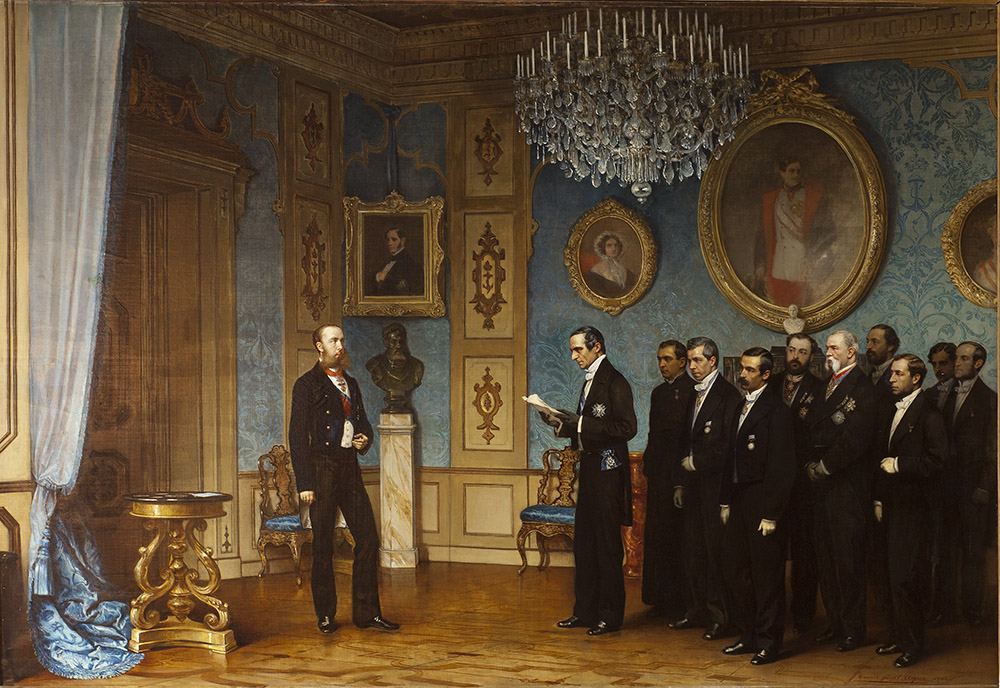
Ofrecimiento a Maximiliano de la Corona Mexicana.

Durante 1862, las batallas entre mexicanos y franceses continuaron. Después de la Batalla de Puebla se dieron las batallas de Barranca Seca y Cerro del Borrego, ambas victorias francesas. Luego de la llegada de refuerzos desde Francia, se dio el Sitio de Puebla, por el cual la ciudad cayó en manos francesas el 17 de mayo de 1863.
Tras la caída de Puebla, las tropas francesas se dirigieron a la Ciudad de México. El 31 de mayo, Juárez y su gabinete abandonaron la Ciudad de México y se instalaron en San Luis Potosí, comenzando así su "gobierno errante", que se asentó finalmente en Paso del Norte, hoy Ciudad Juárez. El 1 de junio de 1863, el general Bruno Martínez, comandante de la guarnición de la plaza, lanzó un manifiesto a favor de la intervención francesa en México y reconoció al general Frédéric Forey como autoridad máxima en el país.
José Mariano Salas, expresidente de México y restaurador de la República Federal, se hizo cargo de la Ciudad de México del 1 hasta el 10 de junio cuando las tropas francesas ocuparon la capital.
El 16 de junio, el general Forey decreto la formación de una Junta Superior de Gobierno. La Junta nombró el 24 de junio un triunvirato para encargarse del Poder Ejecutivo compuesto por Juan Nepomuceno Almonte, José Mariano Salas y Pelagio Antonio de Labastida, quien debido a su ausencia fue sustituido temporalmente por Juan B. Ormachea.
El 8 de julio se instaló una Asamblea de 215 Notables que en unión con la Junta Superior de Gobierno, decretaron el 10 de julio el establecimiento de una monarquía moderada como forma de gobierno y se ofrecía la corona del Imperio a Maximiliano de Austria. Este decreto marco el fin de la Segunda República Federal y dio inicio al Segundo Imperio Mexicano.
El 11 de julio, la Junta compuesta por Almonte, Salas y de Labastida se declaró Regencia del Imperio, que gobernó hasta la llegada de Maximiliano a México.
El 3 de octubre, en el Castillo de Miramar, la delegación mexicana encabezada por José María Gutiérrez de Estrada, Juan Nepomuceno Almonte y Miguel Miramón le leyeron a Maximiliano la petición oficial de los monarquistas mexicanos para que éste, ocupara el trono de México.
Maximiliano aceptó la corona del Imperio Mexicano y llegó a Veracruz el 28 de mayo de 1864, se dirigió a la Ciudad de México donde fue coronado junto a su esposa Carlota el 10 de abril de 1864, en la Catedral Metropolitana de la Ciudad de México.

## Gobernantes de la Segunda República Federal

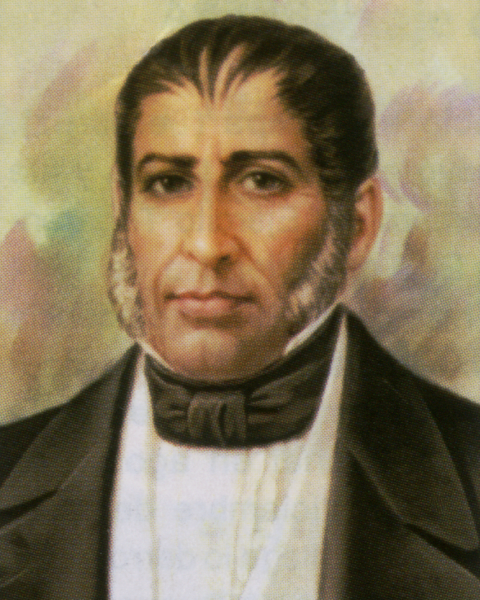
José Joaquín de Herrera.

En los casi 17 años que duró la Segunda República Federal, hubo 14 presidentes en 18 gobiernos, de los cuales sólo José Joaquín de Herrera concluyó su periodo constitucional. De Herrera, Arista, Comonfort y Juárez fueron los únicos cuatro presidentes constitucionales durante este periodo, aunque dos de ellos, Comonfort y Juárez, comenzaron sus gobiernos como interinos.
El presidente interino José Mariano Salas entregó la presidencia al vicepresidente electo Valentín Gómez Farías el 23 de diciembre de 1846, quien asumió en lugar de Antonio López de Santa Anna, que se encontraba luchando contra los estadounidenses. El 21 de marzo de 1847, Santa Anna regresó a México y destituyó a Gómez Farías, quien partió hacia el exilio. El 1 de abril, Santa Anna consigue que el congreso anule la figura del vicepresidente, y deja la presidencia a Pedro María Anaya el 2 de abril del mismo año.
Anaya entregó nuevamente la presidencia a Santa Anna el 20 de mayo, cuando salió a combatir a los estadounidenses. Santa Anna renunció a la presidencia el 16 de septiembre y huyó de la capital, cuando las tropas estadounidenses ocuparon la Ciudad de México. Tras la renuncia de Santa Anna, asumió la presidencia el Presidente de la Suprema Corte, Manuel de la Peña y Peña.
De la Peña entregó la presidencia a Pedro María Anaya el 13 de noviembre, cuando dejó el cargo para negociar la paz con los Estados Unidos. Anaya renunció a la presidencia el 8 de enero de 1848, negándose a ceder territorio a Estados Unidos. De la Peña y Peña asumió el mismo día nuevamente la presidencia. Finalizados los tratados de paz con Estados Unidos, De la Peña convocó a elecciones en las que resultó elegido José Joaquín de Herrera, quien asumió el cargo el 2 de junio del mismo año.
De Herrera concluyó su periodo constitucional y entregó la presidencia al presidente electo Mariano Arista, el 15 de enero de 1851. Arista renunció a la presidencia el 5 de enero de 1853, cuando el congreso le negó "facultades extraordinarias" para gobernar el país. El 6 de enero, Juan Bautista Ceballos, presidente de la Suprema Corte, asumió la presidencia en sustitución de Arista. Ceballos renunció el 8 de febrero y Manuel María Lombardini se encargó del ejecutivo y fungió como presidente de facto desde ese día, hasta el 20 de abril del mismo año.
Lombardini otorgó a Santa Anna "facultades extraordinarias" para gobernar y le entregó la presidencia el mismo 20 de abril. Santa Anna gobernó como dictador hasta el 12 de agosto de 1855 cuando fue derrocado por la Revolución de Ayutla.
Martin Carrera ocupó la presidencia el 15 de abril y le entregó el cargo a Rómulo Díaz de la Vega el 12 de septiembre del mismo año. Díaz de la Vega dejó el cargo el 3 de octubre y el 4 de octubre asumió la presidencia Juan N. Álvarez. Álvarez, después de convocar la elección de un congreso constituyente, entregó la presidencia a Ignacio Comonfort el 11 de diciembre del mismo año.
Comonfort gobernó como presidente interino hasta el 31 de octubre de 1857 y a partir del 1 de diciembre como presidente constitucional. Tras desconocer la Constitución de 1857 y apoyar el Plan de Tacubaya, Comonfort dejó de ser presidente constitucional el 17 de diciembre. Según la Constitución, el presidente de la Suprema Corte, Benito Juárez era presidente interino desde el 18 de diciembre, pero instaló su gobierno hasta el 19 de enero de 1858, después de ser excarcelado. Juárez fue presidente constitucional hasta el 18 de julio de 1872, teniendo presidencias paralelas con los presidentes reconocidos por los conservadores, la regencia del imperio y Maximiliano I.
Debido a que durante la mayor parte del tiempo en que Juárez gobernó, fue un periodo de guerras civiles e invasiones extranjeras, no siempre tuvo autoridad sobre la totalidad del territorio mexicano, pero incluso durante el Segundo Imperio Mexicano, Juárez fue reconocido como presidente de México por las fuerzas liberales republicanas que finalmente derrotaron al Imperio y restablecieron la república. En la historia de México se reconoce a Benito Juárez como presidente del 18 de diciembre de 1857 al 18 de julio de 1872.

### Presidentes Conservadores por el Plan de Tacubaya

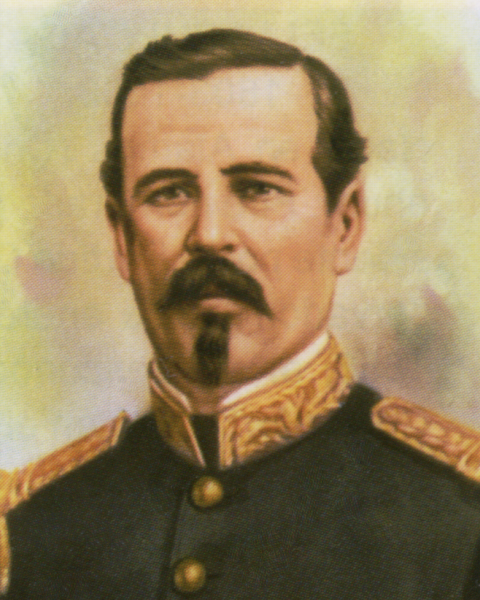
Félix María Zuloaga.

El Plan de Tacubaya, el cual desconocía la Constitución de 1857, originalmente reconocía a Ignacio Comonfort como presidente de México. Comonfort fue reconocido por los conservadores hasta el 11 de enero de 1858, renunció el 21 de enero.
Félix María Zuloaga fue reconocido presidente por los conservadores desde el 11 de enero, asumió formalmente el cargo el 23 de enero, pero fue derrocado mediante el Plan de Navidad, el 24 de diciembre del mismo año y sustituido por Manuel Robles Pezuela.
Robles Pezuela mantuvo la presidencia conservadora hasta el 21 de enero de 1859, y el 24 de enero, Zuloaga reasumió el cargo. El segundo término de Zuloaga acabó el 2 de febrero, cuando fue reemplazado por Miguel Miramón. Miramón dejó la presidencia conservadora en manos de José Ignacio Pavón el 13 de agosto de 1860, cargo que mantuvo solamente dos días, ya que Miramón reasumió la presidencia el 15 de agosto. Miramón gobernó hasta el 24 de diciembre, teniendo una presidencia alterna con Zuloaga, quien auxiliado por varios militares conservadores, asumió la Presidencia de un bando conservador dividido por conflictos internos, el 13 de agosto, aunque sólo de facto, ya que anduvo en campaña, al igual que Miramón.
A pesar de haber sido derrotados por los liberales, los conservadores continuaron reconociendo a Zuloaga como Presidente. El 28 de diciembre de 1862, terminó su mandato, con el que concluyeron los gobiernos conservadores, para preparar el camino a lo que sería el Segundo Imperio Mexicano.

### Triunvirato Ejecutivo
Antes de declararse el cambio de gobierno de República Federal a Monarquía, una junta de conservadores apoyados por el ejército francés nombraron un triunvirato para encargarse del ejecutivo del país y estuvo integrado por Juan Nepomuceno Almonte, José Mariano Salas y Pelagio Antonio de Labastida, y como interino, Juan B. Ormachea. Este triunvirato gobernó del 24 de junio al 10 de julio de 1863, ya que a partir del 11 de julio se convirtió en la Regencia del Imperio.

## División Político - Administrativa

### 1846 - 1853
Después de la restauración del federalismo en 1846, el país sufrió dos cambios territoriales que modificaron el territorio nacional.
| Mapa de México de 1848 a 1853 | Los cambios territoriales en la República fueron: |
| ----------------------------- | --- |
|                               | Al restaurarse la República Federal el territorio de México se encontraba dividido en: \| Estado \| Cambio \| \| ---------------- \| ----------------------------------------------------------------------------------- \| \| Yucatán \| Se reincorporó definitivamente a México el 17 de agosto de 1848. \| \| Chihuahua Sonora \| Redujeron su territorio debido a la Venta de la Mesilla el 20 de diciembre de 1853. \| |
| Estado                        | Cambio |
| Yucatán                       | Se reincorporó definitivamente a México el 17 de agosto de 1848. |
| Chihuahua Sonora              | Redujeron su territorio debido a la Venta de la Mesilla el 20 de diciembre de 1853. |

### 1857 - 1863
La Constitución de 1857, aprobó varios cambios en la división política del territorio mexicano. Coahuila se fusiona con Nuevo León, se ratificó la creación del estado de Guerrero y admitió 3 de los 4 territorios federales como estados libres de la federación.
| Orden | Nombre     | Orden | Nombre          | Orden | Nombre     | Orden | Nombre    |
| ----- | ---------- | ----- | --------------- | ----- | ---------- | ----- | --------- |
| 1     | México     | 6     | San Luis Potosí | 11    | Querétaro  | 16    | Coahuila  |
| 2     | Guanajuato | 7     | Veracruz        | 12    | Sonora     | 17    | Durango   |
| 3     | Oaxaca     | 8     | Yucatán         | 13    | Tabasco    | 18    | Chihuahua |
| 4     | Puebla     | 9     | Jalisco         | 14    | Tamaulipas | 19    | Chiapas   |
| 5     | Michoacán  | 10    | Zacatecas       | 15    | Nuevo León | 20    | Sinaloa   |

| Orden | Nombre   | Ingreso a la Federación | Instalación del Congreso |
| ----- | -------- | ----------------------- | ------------------------ |
| 21    | Guerrero | 27-10-1849              | 30-01-1850               |

| Orden | Nombre         | Fecha de ingreso | Fecha de instalación del congreso |
| ----- | -------------- | ---------------- | --------------------------------- |
| 22    | Tlaxcala       | 09-12-1856       | 01-06-1857                        |
| 23    | Colima         | 09-12-1856       | 19-07-1857                        |
| 24    | Aguascalientes | 05-02-1857       |                                   |

El único territorio federal fue: Baja California, el Distrito Federal fue denominado Estado del Valle de México, pero solamente si los poderes de la Federación se movieran a otro sitio. El 29 de abril de 1863 se erigió constitucionalmente el estado de Campeche y el 26 de febrero de 1864, Nuevo León fue separado de Coahuila y recuperó su estatus de Estado Libre y Soberano.